# دومینگو زالازار
دومینگو زالازار (انگلیسی: Domingo Zalazar؛ زادهٔ ۲۵ اکتبر ۱۹۸۶) بازیکن فوتبال اهل آرژانتین است.
از باشگاه‌هایی که در آن بازی کرده‌است می‌توان به باشگاه فوتبال ال پورونیر و باشگاه ورزشی آئوداکس ایتالیانو اشاره کرد.